# Hurdia victoria
Hurdia victoria és una espècie extinta d'anomalocarídid que va viure durant el Cambrià, fa 500 milions d'anys. És part del llinatge ancestral que es relaciona amb Anomalocaris.